# Тутен, Ролан
Ролан Тутен (фр. Roland Albert Toutain; 15 октября 1905, Париж — 16 октября 1977, Аржантёй) — французский актёр, автор песен и каскадёр. Наиболее известен ролью лётчика Андре Жюрьё в фильме Жана Ренуара «Правила игры».
Впервые обратил на себя внимание ролью Рультабия в фильме режиссёра Марселя Л’Эрбье «Тайна жёлтой комнаты» и его продолжении «Аромат женщины в чёрном». Был хорошим другом актёра Жана Маре, который организовал его похороны.

## Избранная фильмография
- 1934 — Лилиом — пьяный матрос
- 1937 — Ёсивара — Павлик
- 1939 — Правила игры
- 1943 — Вечное возвращение — Лионель
- 1950 — Некий господин